# آنتير غي
آنتير غي (بالفرنسية: Inters Gui) (8 أغسطس 1992 بكوت ديفوار - ) هو لاعب كرة قدم إفواري في مركز الجناح يلعب في نادي نوروز العراقي. شارك مع النهضة العماني ونادي طويق السعودي و نادي نوروز العراقي.

## روابط خارجية
- آنتير غي على موقع قاعدة بيانات كرة القدم.إي يو (الإنجليزية)
- آنتير غي على موقع Soccerway.com (الإنجليزية)
- آنتير غي على موقع AS.com (الإسبانية)